# 前田知巳
前田 知巳（まえだ ともみ、1965年 - ）は、日本のコピーライター、クリエイティブディレクター。

## 人物
熊本県熊本市出身。熊本県立熊本高等学校を経て、1988年東京外国語大学外国語学部卒業、同年博報堂入社。
1999年、博報堂を退社し、2001年にフューチャーテクスト設立。

## 主な仕事
- 「アホやった。竹村健一」（全日空）[2]
- 「hungry?」（日清カップヌードル）[2]
- 「私は反対でした。矢野顕子」（東芝EMI・YMO再結成）
- 「いろいろ奪うと大人ができる。」（東芝EMI・ザ・タイマーズ）
- 「おじいちゃんにも、セックスを。」（宝島社）[2]
- 「国会議事堂は、解体。」（宝島社）
- 「生年月日を捨てましょう。」（宝島社）
- 「極生[1]」「生黒」（キリンビール）
- 「目指してる、未来がちがう。」（シャープ）[1]
- 「親、子。人はつづく。キリンビール」（キリンビール）[1]
- 「うれしいを、つぎつぎと。」（キリンビール）[1]
- 「憲法を変えて戦争へ行こう という世の中にしないための18人の発言」（岩波書店・岩波ブックレット書籍タイトル）
- 『ヒートテック』『+J』『ビックロ』等のコンセプトワーク（ユニクロ）
- 「スポーツカーは、カルチャーです。」（TOYOTA 86）
- 「権力より、愛だね。」（TOYOTA CROWN）
- 「深遊探訪」（JR東日本 四季島コンセプト）
- 「東京感動線/TOKYO MOVING ROUND」（JR東日本 山手線プロジェクト）
- 「「ずっと」なんてないことを、こどもたちは夏から教わる。」（天神イムズ）

## 主な受賞
朝日広告賞最高賞、毎日広告デザイン賞最高賞、読売広告大賞読者大賞、TCC最高賞、ADC賞、JR東日本ポスターグランプリほか多数